# 角谷一圭
角谷 一圭（かくたに・いっけい、1904年（明治37年）10月12日 - 1999年（平成11年）1月14日）は、釜師。本名辰治郎。茶の湯釜の重要無形文化財保持者（人間国宝）。大阪市生まれ。
父の角谷巳之助、弟の角谷莎村（かくたに しゃそん）、子の角谷勇圭も釜師である。

## 略歴
1904年、大阪市東成区深江生まれ。1917年、釜師であった父巳之助から茶の湯釜の製作を学ぶ。後に大国藤兵衛、香取秀真に師事して鋳金全般を学ぶ。1947年日展に初入選、1958年日本伝統工芸展で高松宮総裁賞を受賞、その後も受賞を重ねる。茶の湯釜以外に鏡の製作も行い、1973年の伊勢神宮式年遷宮の際に神宝鏡31面を鋳造している。1978年に重要無形文化財「茶の湯釜」保持者となった。

## 趣味
- 義太夫[5]

## 受賞等
- 1942年（昭和17年）、商工省技術保存資格認定
- 1958年（昭和33年）、日本伝統工芸展高松宮総裁賞[1]
- 1958年（昭和33年）、布施市文化功労賞[1]
- 1958年（昭和33年）、大阪府芸術賞[1]
- 1961年（昭和36年）、日本伝統工芸展朝日新聞社賞[1]
- 1976年（昭和51年）、勲四等瑞宝章[1]
- 1978年（昭和53年）、重要無形文化財「茶の湯釜」保持者認定[1]